# Oecetis asmanista
Oecetis asmanista là một loài Trichoptera trong họ Leptoceridae. Chúng phân bố ở miền Australasia.